# Киприч, Йожеф
Йо́жеф Ки́прич (венг. Kiprich József; род. 6 сентября 1963, Татабанья) — венгерский футболист и футбольный тренер, играл на позиции нападающего. Участник чемпионата мира 1986 года. В составе «Фейеноорда» становился чемпионом Нидерландов и четырёхкратным обладателем Кубка Нидерландов.

## Биография

### Клубная карьера
Киприч начинал карьеру в клубе «Татабанья», дебютировав за команду в чемпионате Венгрии в возрасте 17 лет. В дебютном сезоне он сыграл два матча и стал серебряным призёром чемпионата страны. Всего за «Татабанью» он сыграл девять сезонов, став основным нападающим команды, с которой в последующие годы становился серебряным и бронзовым призёром страны.
В 1989 году перешёл в голландский «Фейеноорд», в котором отыграл шесть сезонов, став в команде одним из ключевых игроков. В составе «Фейеноорда» Киприч выиграл чемпионат страны 1993 года, 4 Кубка Нидерландов и один Суперкубок страны. В 1995 году перешёл в кипрский АПОЭЛ, где в первом сезоне выиграл чемпионат и Кубок Страны, став с 25 голами лучшим бомбардиром чемпионата страны. В новом сезоне, АПОЭЛ выиграл Суперкубок, а также Кубок страны, но в чемпионате результативность Киприча была ниже и он забил только 4 гола, сыграв 16 матчей.
Покинув АПОЭЛ, вернулся в Нидерланды, где играл за «Ден Босх», сыграв за эту команду 9 матчей, в которых забил 5 мячей. Его последним клубом в карьере стал родной клуб «Ломбард Татабанья», в которой он отыграл три сезона, в том числе и как играющий тренер.

### Карьера в сборной
В составе сборной Венгрии принимал участие на чемпионате мира 1986 года, где сыграл два матча на групповом этапе в матчах со сборными СССР (0:6) и Канады (2:0). Всего за сборную Венгрии сыграл 70 матчей, в которых забил 28 голов.

### Тренерская карьера
Начинал карьеру, как играющий тренер клуба «Татабанья», а затем работал главным тренером ряда венгерских клубов, среди которых были «Вашаш», «Кечкемет», «Дьёр» и «Татабанья».

## Достижения

### Командные
Фейеноорд
- Чемпион Нидерландов (1) : 1992/93
- Обладатель Кубка Нидерландов (4) : 1990/91, 1991/92, 1993/94, 1994/95
- Обладатель Суперкубка Нидерландов (1) : 1991

 АПОЭЛ
- Чемпион Кипра (1) : 1995/96
- Обладатель Кубка Кипра (2) : 1995/96, 1996/97
- Обладатель Суперкубка Кипра (1) : 1996

### Личные
- Лучший бомбардир Чемпионата Венгрии по футболу (1) : 1984/85 (18 мячей)
- Лучший бомбардир чемпионата Кипра по футболу (1) : 1995/96 (25 голов)